# Chronologie du projet Manhattan
Le projet Manhattan était un projet de recherche et de développement qui a produit les premières bombes atomiques durant la Seconde Guerre mondiale. Il était dirigé par les États-Unis avec le soutien du Royaume-Uni et du Canada. De 1942 à 1946, le projet était sous la direction du général de division Leslie Groves du Corps du génie de l'armée des États-Unis. La composante armée du projet, ayant son quartier général à Manhattan, était surnommée le Manhattan District ; Manhattan est donc progressivement devenu le nom de code de l'ensemble du projet. En cours de route, le projet a absorbé son homologue britannique, Tube Alloys. Le projet Manhattan avait commencé modestement en 1939, mais a grandi pour employer plus de 130 000 personnes et a coûté près de 2 milliards de dollars américains (l'équivalent d'environ 30,6 milliards de dollars de 2021). Plus de 90 % du coût a été alloué à la construction des usines et à la production des matériaux fissiles, laissant moins de 10 % pour le développement et la production des armes,.
Deux types de bombes atomiques avaient été développés pendant la guerre. Une arme à fission de type canon, relativement simple, a été fabriquée à partir d'uranium 235, un isotope qui ne représente que 0,7 % de l'uranium naturel. Parce qu'il est chimiquement identique à l'isotope le plus courant, l'uranium 238, et qu'il a presque la même masse, il s'est avéré difficile de les séparer. Trois méthodes ont été employées pour enrichir l'uranium : électromagnétique, gazeuse et thermique. La plupart des travaux ont été exécutés à Oak Ridge, au Tennessee. En parallèle des travaux sur l'uranium, il existait aussi un effort pour produire du plutonium. Des réacteurs ont été construits à Oak Ridge, ainsi qu'à Hanford dans l'état de Washington, dans le but d'irradier l'uranium pour le transmuter en plutonium. Le plutonium était ensuite chimiquement séparé de l'uranium. La conception de type canon s'est avérée peu pratique à utiliser avec le plutonium, de sorte qu'une arme nucléaire de type implosion, plus complexe, a dû être développée dans le cadre d'un effort concerté de conception et de construction dans le laboratoire de recherche principal du projet à Los Alamos au Nouveau-Mexique.
Ce qui suit est une chronologie du projet Manhattan. Elle comprend un certain nombre d'événements qui se sont produits avant la formation officielle du projet, ainsi qu'un certain nombre d'événements qui ont eu lieu après les bombardements d'Hiroshima et de Nagasaki, jusqu'à ce que le projet soit officiellement remplacé par la Commission de l'énergie atomique des États-Unis en 1947.

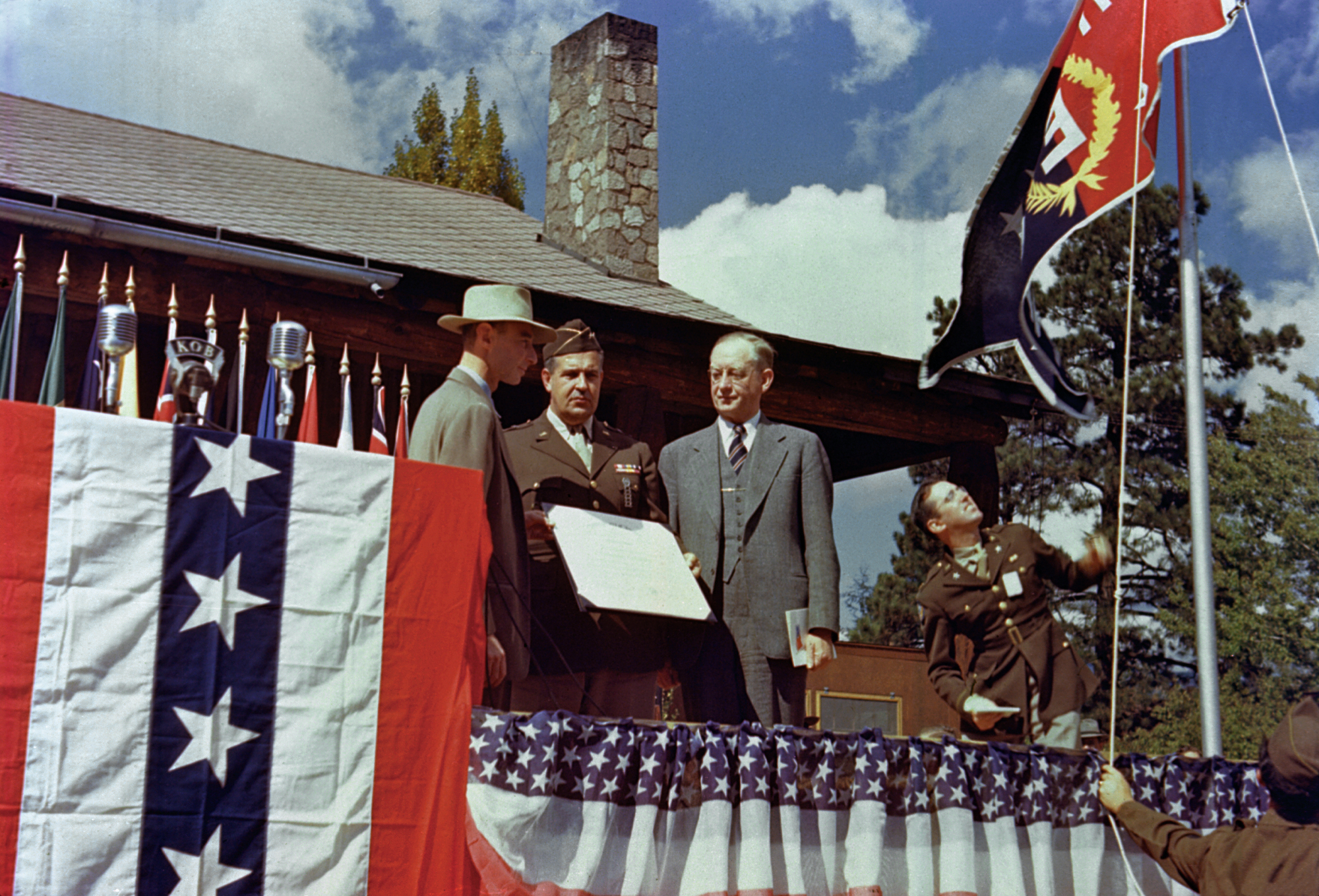
Le directeur du laboratoire de Los Alamos, Robert Oppenheimer (à gauche), le directeur du projet Manhattan, le général de division Leslie Groves (au centre) et le président de l'Université de Californie, Robert Gordon Sproul (à droite) lors de la cérémonie de remise du Prix Army-Navy "E" au laboratoire en octobre 1945.

## Chronologie d'événements associés

### 1939
- 2 août : Albert Einstein signe la lettre Einstein-Szilárd rédigée par le physicien Leó Szilárd et adressée au président Franklin D. Roosevelt, lui conseillant de financer des recherches sur la possibilité d'utiliser la fission nucléaire comme arme, car l'Allemagne nazie pourrait bien mener de telles recherches[4].
- 3 septembre : Le Royaume-Uni et la France déclarent la guerre à l'Allemagne nazie en réponse à son invasion de la Pologne, déclenchant la Seconde Guerre mondiale[5].
- 11 octobre : L'économiste Alexander Sachs rencontre le président Roosevelt et lui remet la lettre Einstein-Szilárd. Roosevelt autorise la création du Comité consultatif pour l'uranium[6].
- 21 octobre : Première réunion du Comité consultatif pour l'uranium, présidé par Lyman Briggs de la National Institute of Standards and Technology (NIST) ; 6 000 $ sont prévus pour réaliser des expériences sur les neutrons[7].

### 1940
- 2 mars : L'équipe de John R. Dunning de l'université Columbia vérifie l'hypothèse de Niels Bohr selon laquelle l'uranium 235 est l'isotope responsable de la fission par des neutrons lents[8].
- Mars : Deux scientifiques de l'Université de Birmingham, Otto Frisch et Rudolf Peierls, auteurs du mémorandum de Frisch et Peierls, calculent qu'une bombe atomique pourrait nécessiter seulement 0,45 kg d'uranium enrichi pour fonctionner. Le mémorandum est remis à Mark Oliphant, qui le remet ensuite à Sir Henry Tizard[9].
- 10 avril : La Commission MAUD est créé par Tizard pour étudier la faisabilité d'une bombe atomique[10].
- 21 mai : George Kistiakowsky suggère d'utiliser la diffusion gazeuse comme technique pour séparer les isotopes[11].
- 12 juin : Roosevelt crée le National Defense Research Committee (NDRC) sous Vannevar Bush, qui absorbe le Comité consultatif pour l'uranium[12].
- 6 septembre : Bush dit à Briggs que la NDRC fournira 40 000 $ pour le projet de l'uranium[13].

### 1941
- 25 février : Découverte du plutonium par Glenn Seaborg et Arthur Wahl à l'université de Californie à Berkeley[14].
- 17 mai : Un rapport d'Arthur Compton et de l'Académie nationale des sciences est publié, et juge favorables les perspectives de développement de la production d'énergie nucléaire à des fins militaires[15].
- 28 juin : Roosevelt crée l'Office of Scientific Research and Development (OSRD) sous Vannevar Bush avec la signature du décret 8807[16]. L'OSRD absorbe la NDRC et le Comité consultatif pour l'uranium. James B. Conant succède à Bush à la tête de la NDRC[17].
- 2 juillet : La Commission MAUD choisit James Chadwick pour rédiger la deuxième (et dernière) ébauche de son rapport sur la conception et les coûts du développement d'une bombe[18].
- 15 juillet : La Commission MAUD publie un rapport technique final détaillé sur la conception et les coûts du développement d'une bombe. Une copie préalable est envoyée à Vannevar Bush qui décide d'attendre la version officielle avant d'agir[19].
- Août : Mark Oliphant se rend aux États-Unis pour demander le développement d'une bombe plutôt que la production d'énergie électrique[20].
- 30 août 1941 : Winston Churchill devient le premier dirigeant national à approuver un programme d'armement nucléaire : le projet est nommé Tube Alloys.
- 3 septembre : Le Comité des chefs d'état-major britannique approuve Tube Alloys[21].
- 3 octobre : Une copie officielle du rapport MAUD (rédigé par Chadwick) parvient à Bush[20].
- 9 octobre : Bush apporte le rapport MAUD à Roosevelt, qui approuve le projet pour confirmer les conclusions du rapport. Roosevelt demande à Bush de rédiger une lettre pour que le gouvernement britannique puisse être approché « d'en haut »[22].
- 6 décembre : Bush tient une réunion pour organiser un projet de recherche accélérée, toujours dirigé par Arthur Compton. Harold Urey est chargé de développer la recherche sur la diffusion gazeuse comme méthode d'enrichissement de l'uranium, tandis qu'Ernest O. Lawrence est chargé d'étudier les méthodes de séparation électromagnétique qui ont abouti à l'invention du Calutron[23],[24]. Compton expose le cas du plutonium devant Bush et Conant[25].
- 7 décembre : Les Japonais attaquent Pearl Harbor. Les États-Unis et le Royaume-Uni publient une déclaration de guerre officielle contre le Japon le lendemain[26].
- 11 décembre : Le même jour après que l'Allemagne et l'Italie aient déclaré la guerre aux États-Unis, les États-Unis déclarent la guerre à l'Allemagne et à l'Italie[27].
- 18 décembre : Première réunion de la section S-1 parrainée par l'OSRD, consacrée au développement des armes nucléaires[28].

### 1942
- 19 janvier : Roosevelt autorise formellement le projet de la bombe atomique[29].
- 24 janvier : Compton décide de centraliser les travaux sur le plutonium à l'université de Chicago[30].
- 19 juin : Le comité exécutif du S-1 est formé, composé de Bush, Conant, Compton, Lawrence et Urey[31].
- 25 juin : Le comité exécutif de la section S-1 sélectionne Stone & Webster comme entrepreneur principal pour la construction sur le site du Tennessee[32].
- Juillet-septembre : Le physicien Robert Oppenheimer organise une conférence d'été à l'Université de Californie à Berkeley pour discuter de la conception d'une bombe à fission. Edward Teller évoque la possibilité d'une bombe à hydrogène comme un point important de la discussion[33].
- 30 juillet : Sir John Anderson exhorte le Premier ministre Winston Churchill à poursuivre un projet commun avec les États-Unis[34].
- 13 août : Le Manhattan Engineering District avec James C. Marshall (en) comme ingénieur de district est créé par le chef du Corps du génie de l'armée des États-Unis, le général de division Eugene Reybold (en), à compter du 16 août[35].
- 17 septembre : Le général de division Wilhelm D. Styer et Reybold ordonnent au colonel Leslie Groves de reprendre le projet[36].
- 23 septembre : Groves est promu général de brigade, et devient directeur du projet. Le Comité de politique militaire, composé de Bush (avec Conant comme alternative), Styer et le contre-amiral William R. Purnell est créé pour superviser le projet[37].
- 26 septembre : Le projet Manhattan est autorisé à utiliser le niveau de priorité la plus élevée en temps de guerre par le War Production Board[38].
- 29 septembre : Le sous-secrétaire à la guerre Robert P. Patterson autorise le Corps du génie de l'armée des États-Unis à acquérir 23 000 ha dans le Tennessee pour le Site X, qui deviendra le site du laboratoire et de production d'Oak Ridge au Tennessee[39].
- 19 octobre : Groves nomme Oppenheimer pour coordonner les recherches scientifiques du projet au laboratoire du Site Y[40].
- 16 novembre : Groves et Oppenheimer visitent Los Alamos au Nouveau-Mexique et le désignent comme emplacement du site Y[41].
- 2 décembre : Chicago Pile-1, le premier réacteur nucléaire, devient critique à l'Université de Chicago sous la direction et la conception d'Enrico Fermi, obtenant une réaction autoentretenue un mois seulement après le début de sa construction[42].

### 1943
- 16 janvier : Groves approuve le développement du site de Hanford[43].
- 9 février : Patterson approuve l'acquisition de 160 000 ha à Hanford[43].
- 18 février : Début de la construction de Y-12, une usine gigantesque de séparation électromagnétique pour l'enrichissement de l'uranium à Oak Ridge[44].
- 1er avril : Création du laboratoire de Los Alamos[45].
- 5-14 avril : Robert Serber donne des conférences d'introduction à Los Alamos, qui seront plus tard compilées dans The Los Alamos Primer[46].
- 20 avril : L'Université de Californie devient le gestionnaire commercial officiel du laboratoire de Los Alamos[47].
- Mi-1943 : Le comité exécutif du S-1 est éliminé vers le milieu de 1943, car il est remplacé par le Comité de politique militaire[48].
- 2 juin : Début de la construction de K-25, l'usine de diffusion gazeuse[49].
- Juillet : Le président fait de Los Alamos, Clinton Engineer Works (CEW) et Hanford Engineer Works (HEW) des districts militaires. Le gouverneur du Tennessee, Prentice Cooper, a officiellement reçu la proclamation faisant d'Oak Ridge un district militaire non soumis au contrôle de l'État par un officier subalterne (un lieutenant), il le déchire et refuse de voir l'ingénieur du district MED, le lieutenant-colonel James C. Marshall. Le nouvel ingénieur de district Kenneth Nichols doit l'apaiser[50],[51].
- 10 juillet : Le premier échantillon de plutonium arrive à Los Alamos[52].
- 10 août : Création de la section médicale de la MED. Le 3 novembre, le colonel Stafford Warren est chargé de la diriger[53].
- 13 août : Premier test de la chute d'une arme à fission de type canon au centre de Dahlgren Proving Ground sous la direction de Norman F. Ramsey[54].
- 13 août : Kenneth Nichols remplace Marshall à la tête du Manhattan Engineer District[55]. L'une de ses premières tâches en tant qu'ingénieur de district est de déplacer le quartier général du district à Oak Ridge, bien que son nom n'ait pas changé[45].
- 19 août : Roosevelt et Churchill signent l'accord de Québec. Tube Alloys est fusionné avec le projet Manhattan[56].
- 8 septembre : Première réunion du Comité des politiques combinées, établi par l'accord de Québec, pour coordonner les efforts des États-Unis, du Royaume-Uni et du Canada. Henry Stimson (le secrétaire américain à la guerre), Bush et Conant sont les membres américains ; le maréchal John Dill et le colonel JJ Llewellin sont les membres britanniques ; et CD Howe est le membre canadien[57].
- 10 octobre : Début de la construction du premier réacteur sur le site de Hanford[58].
- 4 novembre : Le réacteur graphite X-10 devient critique à Oak Ridge[59].
- 3 décembre : La mission britannique (15 scientifiques dont Rudolf Peierls, Franz Simon et Klaus Fuchs) arrive à Newport News, Virginie[60].

### 1944

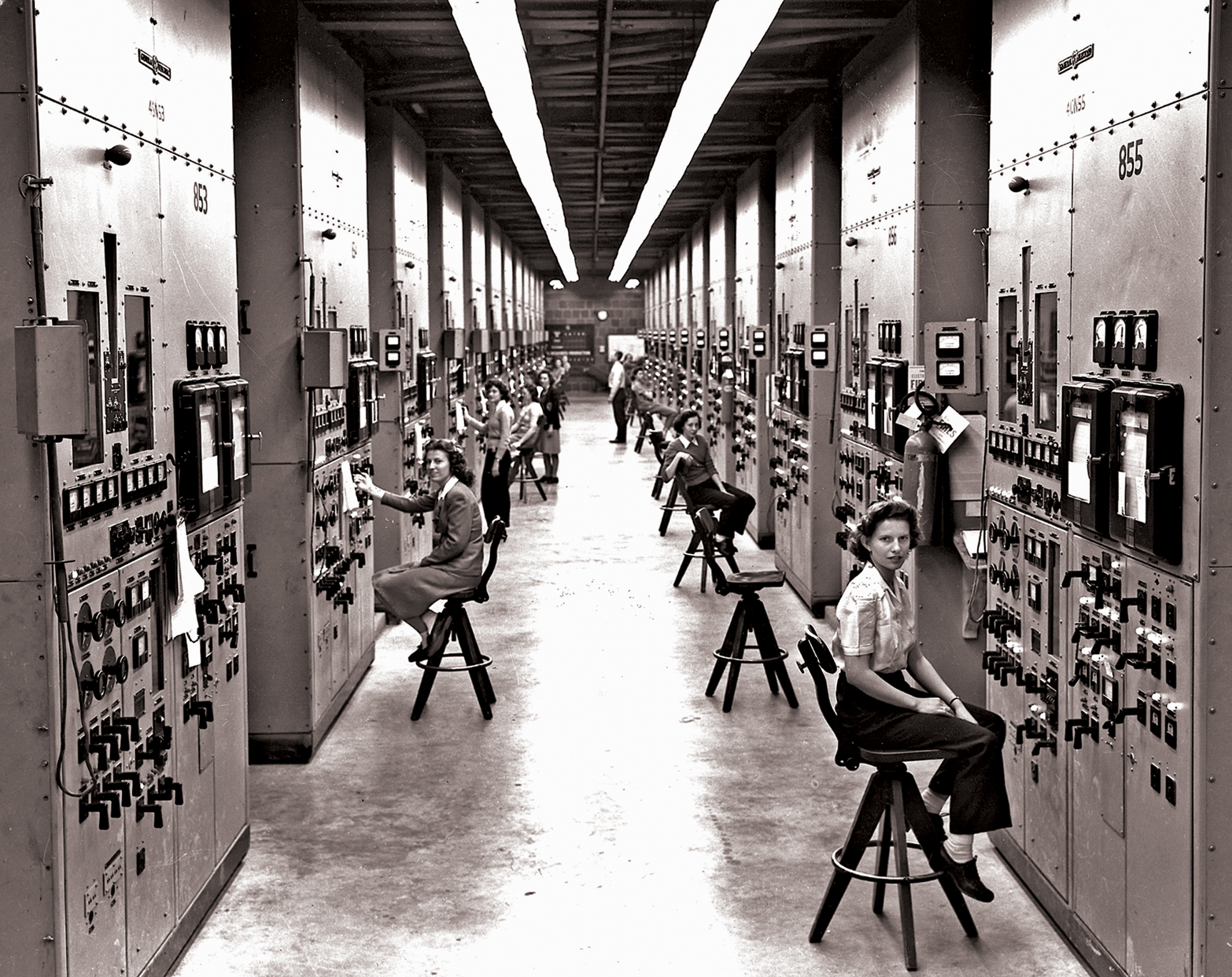
Opérateurs à leurs panneaux de contrôle du calutron à Y-12. Gladys Owens, la jeune femme assise au premier plan, ne savait pas dans quoi elle avait été impliquée jusqu'à ce qu'elle voie cette photo lors d'une visite publique de l'établissement cinquante ans plus tard.

- 11 janvier : Un groupe spécial de la Theoretical Division est créé à Los Alamos sous Edward Teller pour étudier l'implosion[62].
- 11 mars : Les calutrons bêta commencent à fonctionner à Oak Ridge[63].
- 5 avril : À Los Alamos, Emilio Segrè reçoit le premier échantillon de plutonium produit par le réacteur d'Oak Ridge. En dix jours, il découvre que le taux de fission spontanée est trop élevé pour être utilisé dans une arme à fission de type canon, à cause de l'isotope Pu-240 présent comme impureté dans le Pu-239[64].
- 9 mai : Le troisième réacteur au monde, LOPO (le premier réacteur nucléaire homogène aqueux et le premier alimenté par de l'uranium enrichi) devient critique à Los Alamos[65].
- 4 juillet : Oppenheimer révèle les mesures définitives de Segrè à l'état-major de Los Alamos, ainsi que le développement de l'arme au plutonium de type canon[66].
- 17 juillet : « Thin Man » est abandonné. Le développement du concept d'implosion (« Fat Man ») devient la priorité absolue du laboratoire, et la conception de l'arme à l'uranium (« Little Boy ») se poursuit[67].
- 20 juillet : La structure organisationnelle de Los Alamos est complètement modifiée pour refléter la nouvelle priorité[68].
- 2 septembre : Deux chimistes sont tués, et Arnold Kramish est gravement blessé, après avoir été aspergés d'acide fluorhydrique hautement corrosif alors qu'ils tentaient de déboucher un dispositif d'enrichissement d'uranium qui faisait partie de l'usine pilote de diffusion thermique du Philadelphia Navy Yard[69].
- 22 septembre : Premier test RaLa (en) avec une source radioactive réalisé à Los Alamos[70].
- 26 septembre : Le plus gros réacteur nucléaire, le réacteur B, devient critique sur le site de Hanford[71].
- Fin novembre : Samuel Goudsmit, chef scientifique de l'opération Alsos, conclut, sur la base de documents récupérés à Strasbourg, que les Allemands n'ont pas fait de progrès substantiels vers une bombe atomique ou un réacteur nucléaire, et que les programmes n'étaient même pas considérés comme hautement prioritaires[72].
- 14 décembre : La preuve définitive de la réalisation possible d'une compression est obtenue lors d'un test RaLa[73].
- 17 décembre : Le 509th Composite Group est formé sous les ordres du colonel Paul W. Tibbets pour délivrer la bombe[74].

### 1945

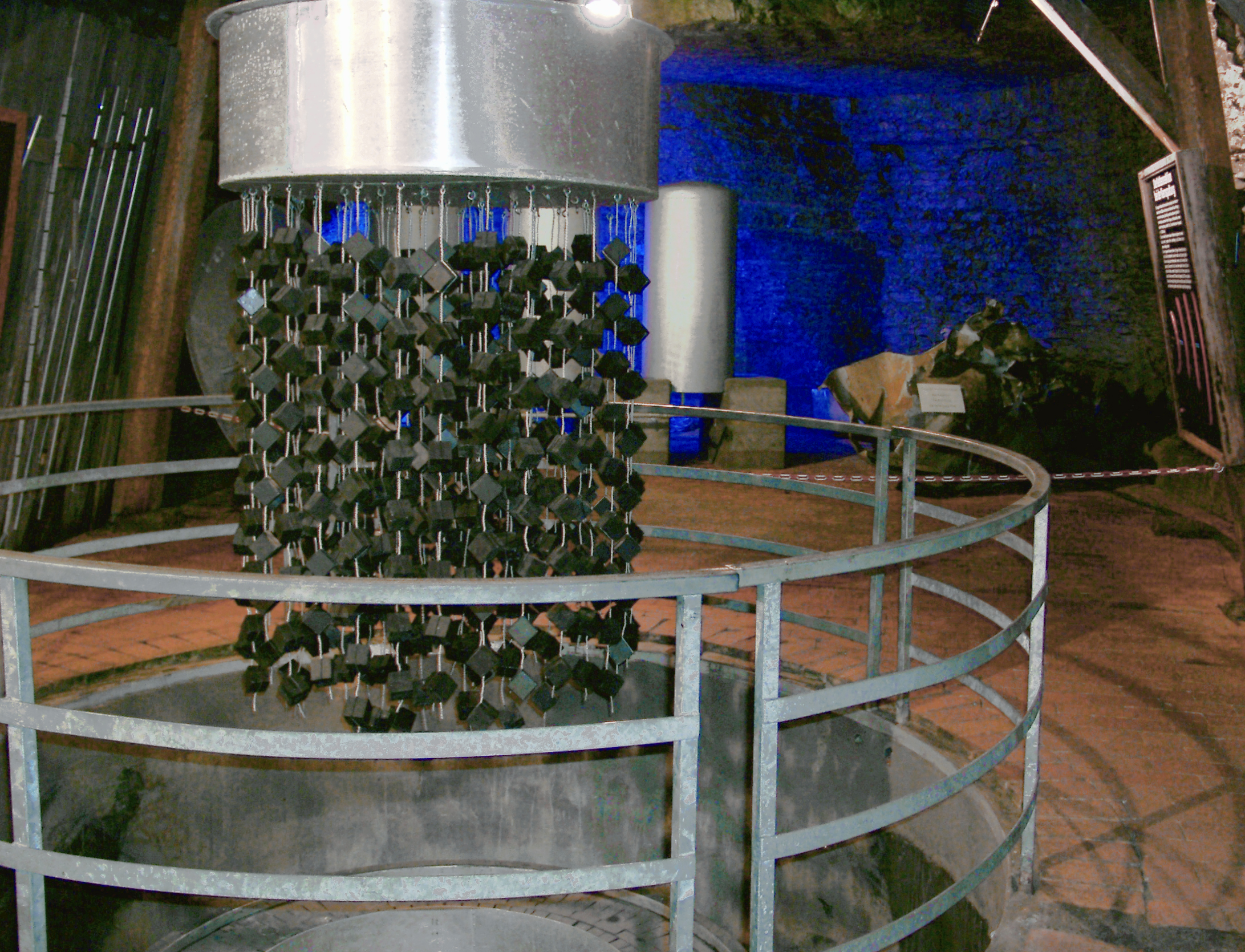
Une réplique du réacteur nucléaire expérimental allemand à Haigerloch, capturé au cours de l'opération Alsos.

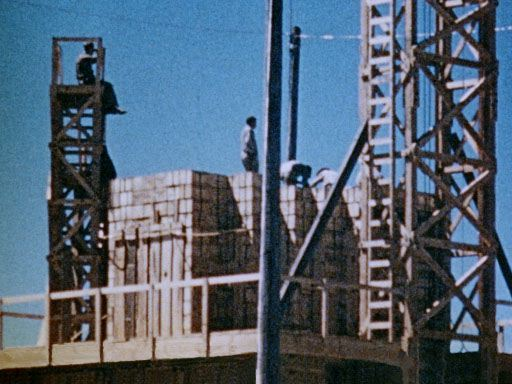
Empilement des explosifs du test 100 tonnes.

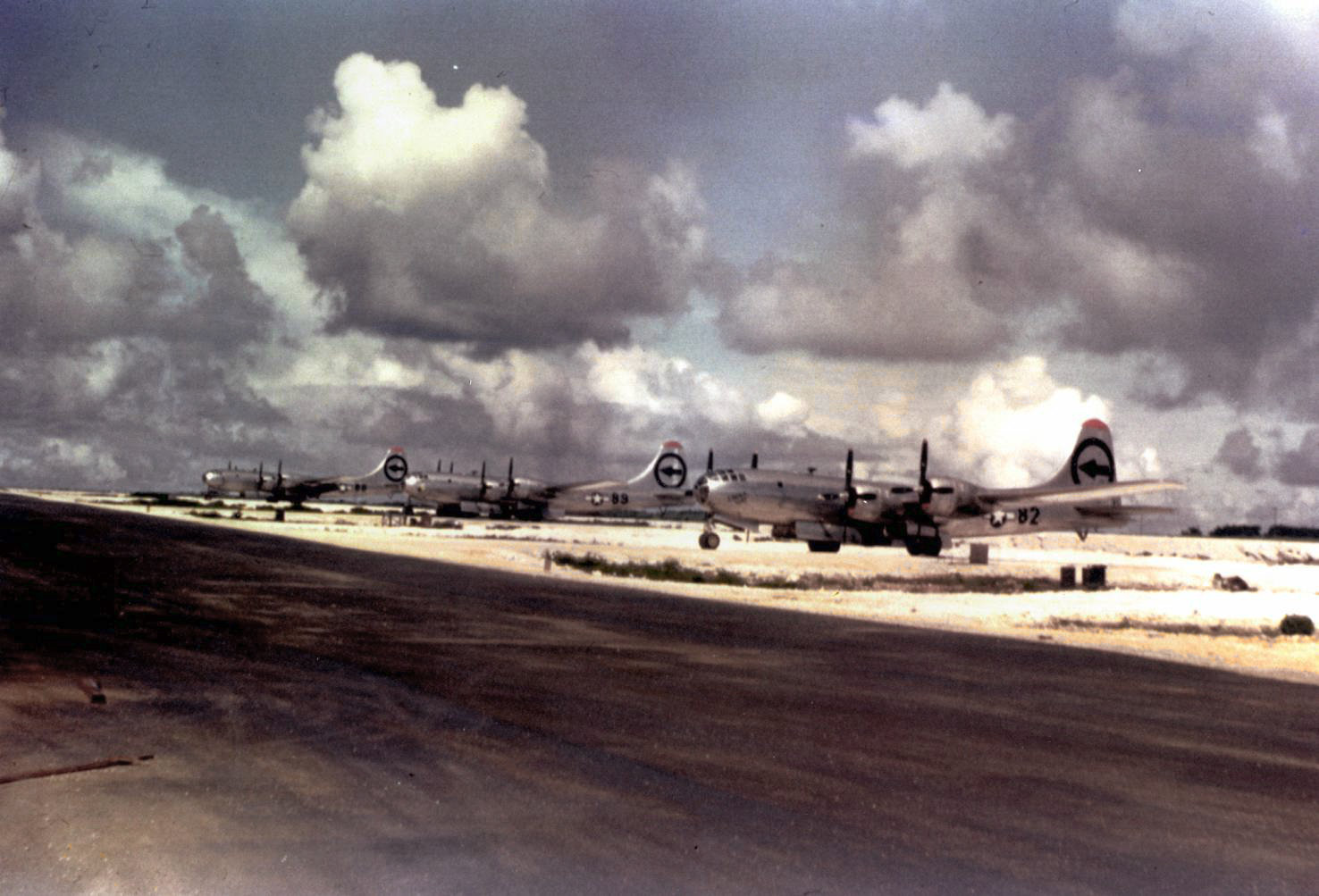
Appareils du 509th Composite Group ayant participé aux bombardements d'Hiroshima et de Nagasaki. De gauche à droite : avion de secours, The Great Artiste, Enola Gay.

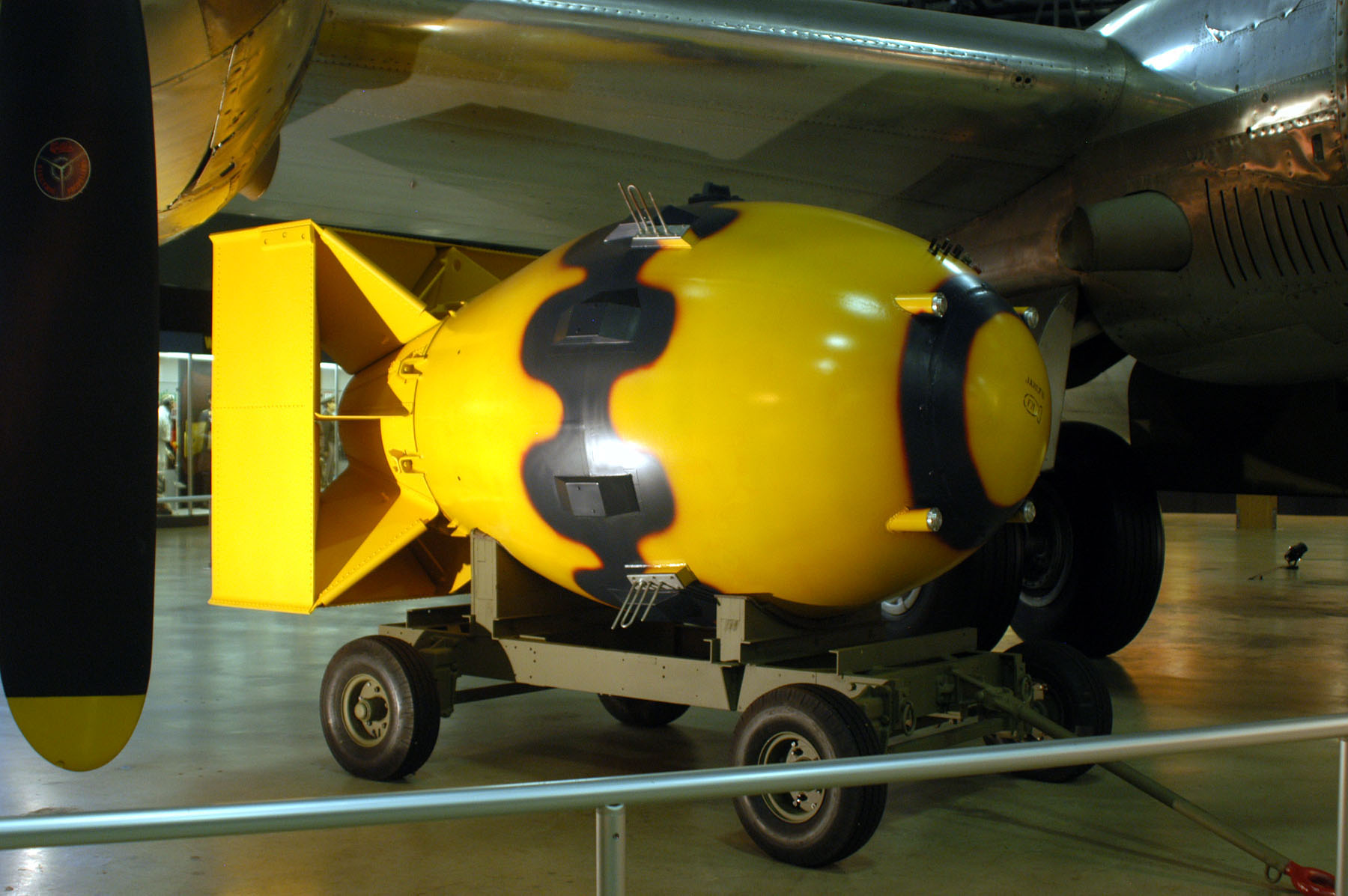
Enveloppe extérieure d'une bombe nucléaire Fat Man, peinte comme celle larguée sur Nagasaki.

- Janvier : Le général de brigade Thomas Farrell est nommé adjoint de Groves[76].
- 7 janvier : Premier test RaLa utilisant des détonateurs à fils explosant[73].
- 20 janvier : Les premiers étages du K-25 sont chargés en hexafluorure d'uranium gazeux[77].
- 2 février : Le premier plutonium de Hanford arrive à Los Alamos[78].
- 22 avril : L'opération Alsos capture le réacteur nucléaire expérimental allemand de Haigerloch[79].
- 27 avril : Première réunion du comité des objectifs[80].
- 7 mai : L'Allemagne nazie se rend officiellement aux puissances alliées, marquant la fin de la Seconde Guerre mondiale en Europe[81]. Test d'une explosion de 100 tonnes à Alamogordo au Nouveau-Mexique[73].
- 10 mai : Deuxième réunion du comité des objectifs à Los Alamos[82].
- 28 mai : Troisième réunion qui travaille à finaliser la liste des villes sur lesquelles des bombes atomiques peuvent être larguées : Kokura, Hiroshima, Niigata et Kyoto[82].
- 30 mai : Stimson retire Kyoto de la liste des objectifs ; elle est remplacée par Nagasaki[82].
- 11 juin : Les scientifiques du Laboratoire métallurgique, sous la direction de James Franck, publient le rapport Franck plaidant pour une démonstration de la bombe avant de l'utiliser contre des cibles civiles[83].
- 16 juillet : Première explosion nucléaire d'une arme nucléaire à base de plutonium de type implosion lors de l'essai Trinity à Alamogordo. Cette bombe est connue sous le nom de « Gadget »[84]. Le navire USS Indianapolis se rend à Tinian avec les composants de Little Boy à son bord[85].
- 19 juillet : Oppenheimer recommande à Groves d'abandonner la conception de type canon et d'utiliser l'uranium 235 pour fabriquer des cœurs composites (mais Little Boy n'est pas abandonné)[86].
- 24 juillet : Le président Harry S. Truman révèle au dirigeant soviétique Joseph Staline que les États-Unis possèdent des armes atomiques. Staline feint la petite surprise ; il le sait déjà grâce à l'espionnage[87].
- 25 juillet : Le général Carl Spaatz reçoit l'ordre de bombarder l'un des objectifs : Hiroshima, Kokura, Niigata ou Nagasaki dès que le temps le permettra, à n'importe quel moment après le 3 août[88].
- 26 juillet : La déclaration de Potsdam est publiée, menaçant le Japon de « destruction rapide et totale »[89].
- 6 août : Le B-29 Enola Gay largue Little Boy, une arme de type canon à uranium 235, sur la ville d'Hiroshima, son objectif principale[90].
- 9 août : Le B-29 Bockscar largue Fat Man, une arme au plutonium de type implosion, sur la ville de Nagasaki, son objectif secondaire, car l'objectif principal, Kokura, était obscurci par des nuages et de la fumée[91].
- 12 août : Le rapport Smyth est rendu public, donnant le premier historique technique du développement des premières bombes atomiques[92].
- 13 août : Groves retient de sa propre autorité (car il n'a pas pu joindre Marshall ou Stimson) une cargaison de matériel pour une troisième bombe : « ce serait une erreur terrible pour nous d'envoyer à l'étranger les ingrédients pour une autre bombe atomique »[93]. Une bombe Fat Man contient suffisamment d'U-235 pour une deuxième bombe Little Boy, qui ne serait pas disponible avant décembre[94].
- 14 août : Capitulation du Japon aux puissances alliées[95].
- 21 août : Harry Daghlian, un physicien, reçoit une dose mortelle (510 rems) de rayonnement à la suite d'un accident de criticité lorsqu'il a accidentellement laissé tomber une brique de carbure de tungstène dans le cœur d'une bombe au plutonium. Il meurt le 15 septembre[96].
- 4 septembre : Le Manhattan District ordonne la fermeture de l'usine de diffusion thermique liquide S-50 et de l'usine Alpha Y-12[97].
- 8 septembre : Le groupe d'enquête du projet Manhattan, sous Farrell, arrive à Nagasaki[98].
- 17 septembre : Le groupe d'enquête du colonel Stafford L. Warren arrive à Nagasaki[98].
- 22 septembre : La dernière ligne production de Alpha Y-12 est arrêtée[97].
- 16 octobre : Oppenheimer démissionne de son poste de directeur de Los Alamos et est remplacé par Norris Bradbury le lendemain[99].

### 1946

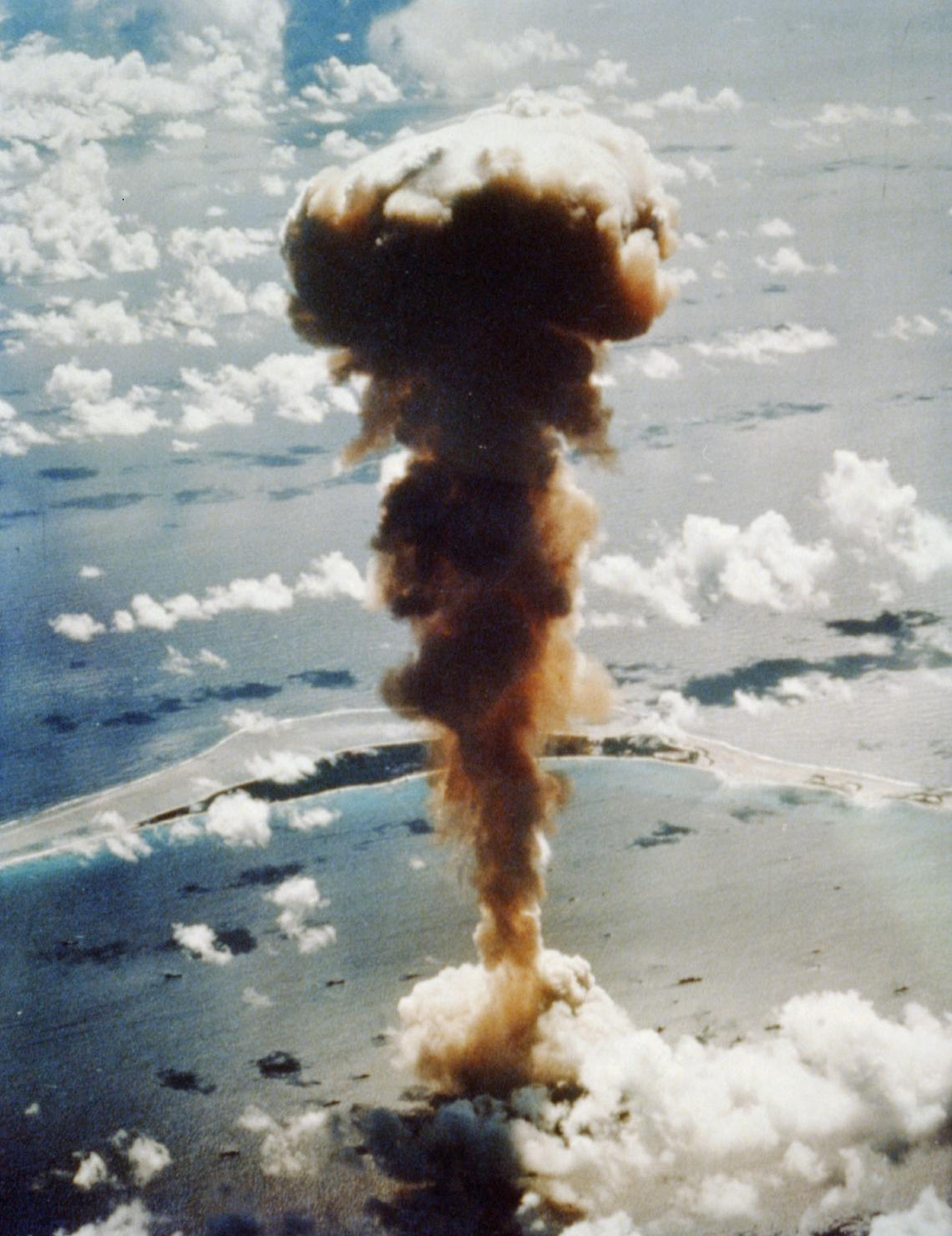
Vue aérienne du test Able de l'Opération Crossroads. Le champignon atomique s'élève de la lagune avec l'île de Bikini visible en arrière-plan.

- Février : La nouvelle du réseau d'espionnage russe au Canada, révélée par le transfuge Igor Gouzenko, est rendue publique, créant une légère hystérie « d'espionnage atomique », poussant les discussions du Congrès américain sur la réglementation atomique de l'après-guerre dans une direction plus conservatrice[100].
- 21 mai : Le physicien Louis Slotin reçoit une dose mortelle de rayonnement (2100 rems) lorsqu'il laisse glisser le tournevis qu'il utilisait pour écarter deux hémisphères de béryllium[101].
- 1er juillet : Le test Able est réalisé sur l'atoll de Bikini dans le cadre de l'opération Crossroads[102].
- 25 juillet : Le test Baker (explosion sous-marine) est réalisé à Bikini[102].
- 1er août : Truman signe la loi sur l'énergie atomique de 1946, mettant fin à près d'un an d'incertitude quant au contrôle de la recherche atomique dans les États-Unis de l'après-guerre[103].

### 1947
- 1er janvier : La loi sur l'énergie atomique de 1946 (connu sous le nom de McMahon Act) entre en vigueur et le projet Manhattan est officiellement remis à la Commission de l'énergie atomique des États-Unis[104].
- 15 août : Le Manhattan District est dissout[105].

### Sources bibliographiques
- Samuel A. Goudsmit, Alsos, New York, Henry Schuman, 1947 (ISBN 0-938228-09-9, OCLC 8805725)
- Margaret Gowing, Britain and Atomic Energy, 1935–1945, London, Macmillan Publishing, 1964 (OCLC 3195209)
- Leslie Groves, Now It Can Be Told: The Story of the Manhattan Project, New York, Harper, 1962 (ISBN 0-306-70738-1, OCLC 537684, lire en ligne )
- Richard G. Hewlett et Oscar E. Anderson, The New World, 1939–1946, University Park, Pennsylvania State University Press, 1962 (ISBN 0-520-07186-7, OCLC 637004643, lire en ligne)
- Lillian Hoddeson, Paul W. Henriksen, Roger A. Meade et Catherine L. Westfall, Critical Assembly: A Technical History of Los Alamos During the Oppenheimer Years, 1943–1945, New York, Cambridge University Press, 1993 (ISBN 0-521-44132-3, OCLC 26764320, lire en ligne )
- Vincent Jones, Manhattan: The Army and the Atomic Bomb, Washington, D.C., United States Army Center of Military History, 1985 (OCLC 10913875)
- Kenneth D. Nichols, The Road to Trinity, New York, William Morrow and Company, 1987 (ISBN 0-688-06910-X, OCLC 15223648)
- Richard Rhodes, The Making of the Atomic Bomb, New York, Simon & Schuster, 1986 (ISBN 0-671-44133-7, OCLC 13793436)
- Richard Rhodes, Dark Sun: The Making of the Hydrogen Bomb, New York, Simon & Schuster, 1995 (ISBN 0-684-80400-X, lire en ligne)
- Mary H. Williams, Chronology 1941–1945, Washington, D.C., Office of the Chief of Military History, Department of the Army, 1960
- G. Pascal Zachary, Endless Frontier: Vannevar Bush, Engineer of the American Century, New York, The Free Press, 1997 (ISBN 0-684-82821-9, OCLC 36521020)